# 편측 부전 마비
편측 부전 마비(片側不全痲痺, 영어: hemiparesis)는 신체의 왼쪽 또는 오른쪽의 전부 또는 일부에 근력 약화나 불완전한 마비가 있는 경우를 일컫는 말이다.  

## 증상
신체의 한쪽 팔다리에 운동 및 감각의 장애가 발생한다.

## 원인
뇌졸중, 뇌혈관 손상, 뇌부종, 뇌경색, 뇌외상, 척수손상 등의 신경학적 후유증으로 나타난다. 

## 치료
원인이 된 외상 및 질환에 대한 치료가 선행되어야 하고, 마비된 신체부위의 근력강화운동을 병행하여 실시한다.

## 같이 보기
- 대마비